# Lenka Ilavská
Lenka Ilavská (nascida em 5 de maio de 1972) é uma ex-ciclista eslovaca. Ela representou sua nação em três eventos nos Jogos Olímpicos de Atlanta 1996, nos Estados Unidos.

## Resultados[1]
| Jogos        | Idade | Eventos            | Terminou |
| ------------ | ----- | ------------------ | -------- |
| Atlanta 1996 | 24    | Corrida em estrada | 24º      |
| Atlanta 1996 | 24    | Contrarrelógio     | 17º      |
| Atlanta 1996 | 24    | Cross-country      | 21º      |